# Buckelzirpen

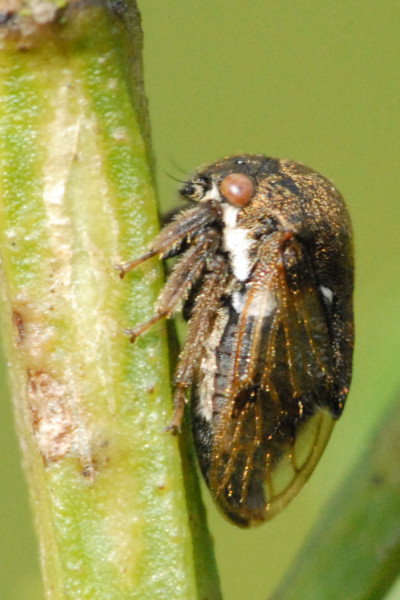
Ginsterzikade (Gargara genistae)

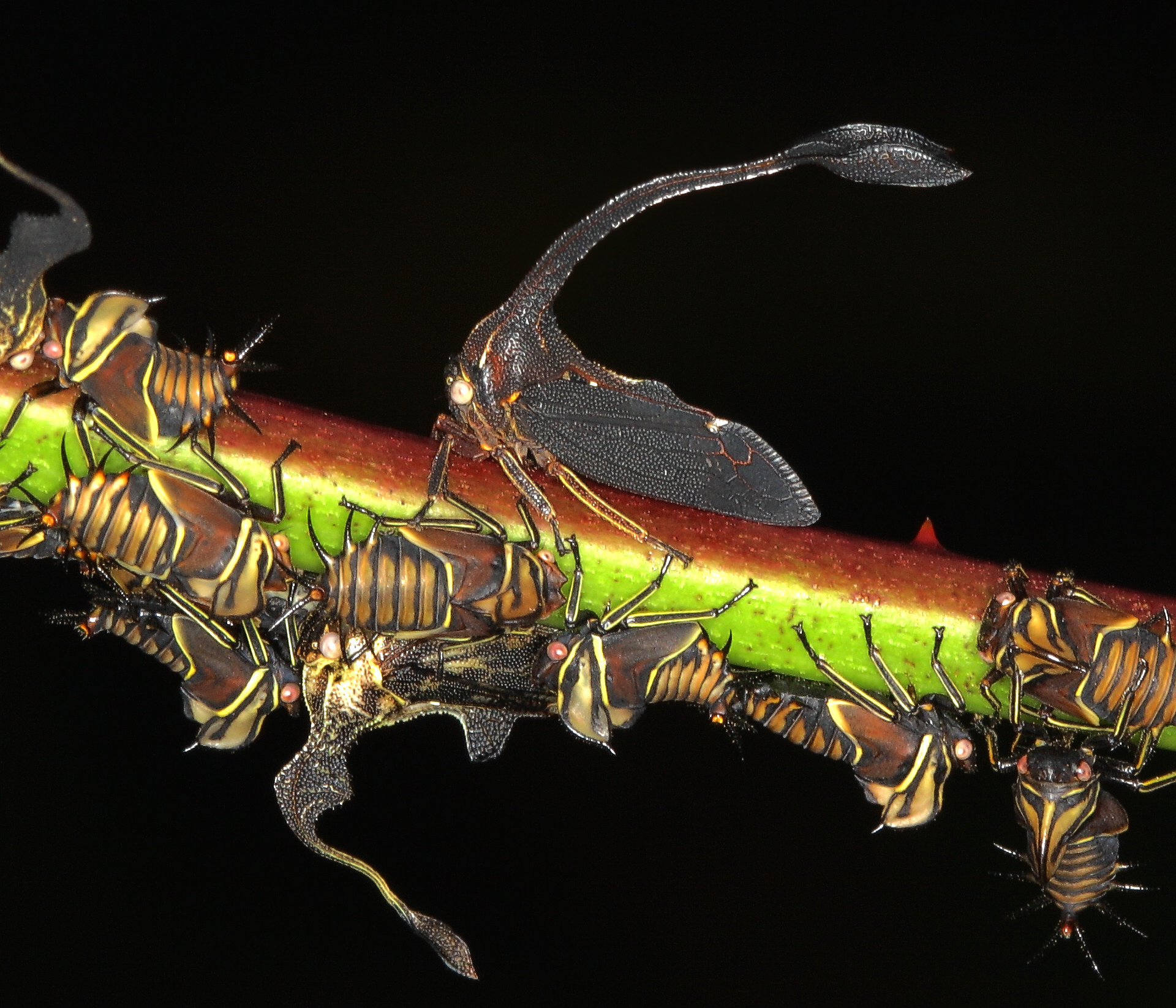
Buckelzikaden mit Nachwuchs (Sulawesi)

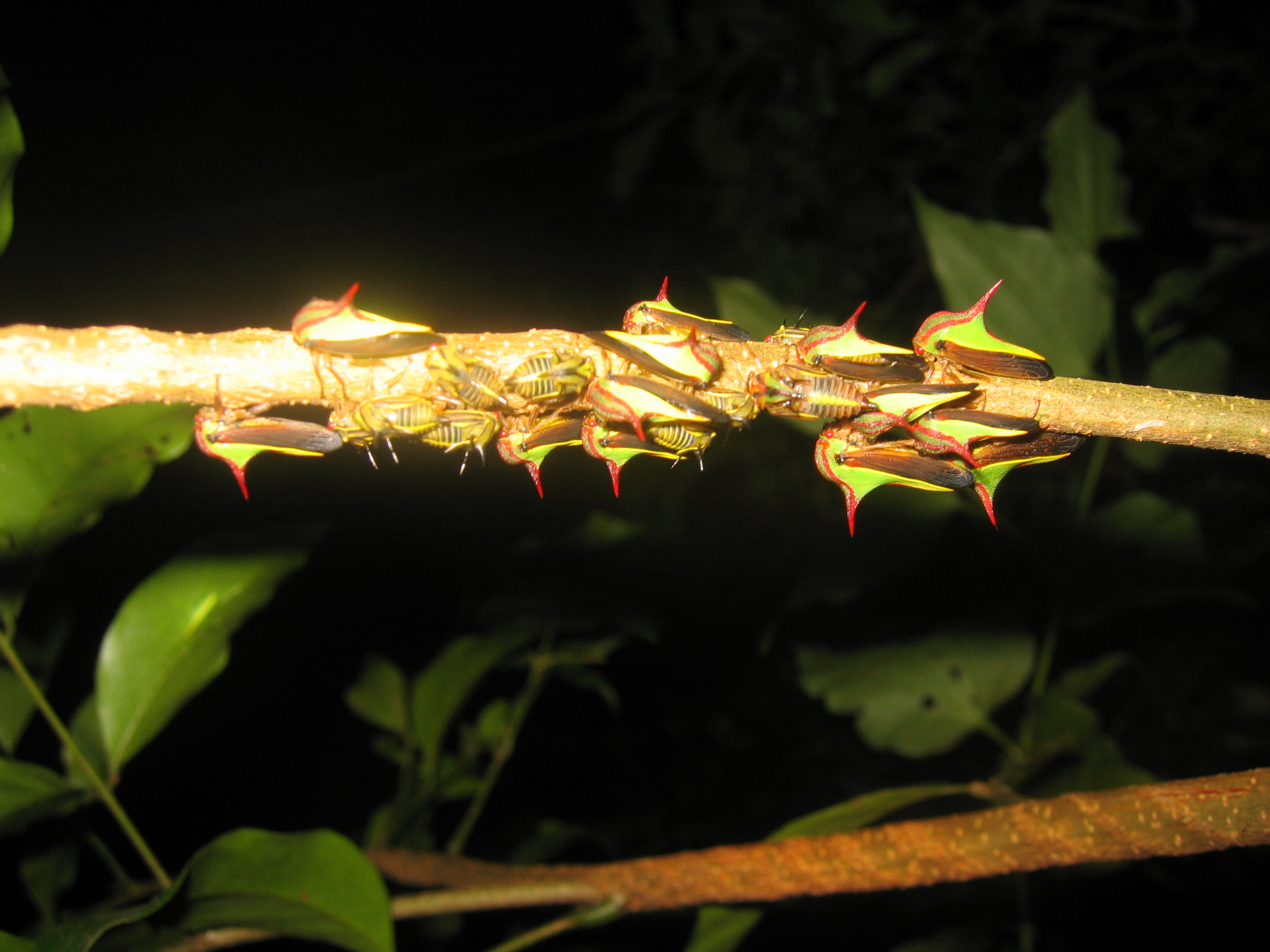
Buckelzirpen der Gattung Umbonia in Costa Rica

Buckelzirpen oder Buckelzikaden (Membracidae), engl. „treehoppers“, sind eine Familie aus der Überfamilie der Membracoidea innerhalb der Unterordnung der Rundkopfzikaden (Cicadomorpha). Sie sind besonders in den Tropen verbreitet und dort sehr arten- und formenreich. Kennzeichnend sind die teilweise hochkomplizierten Fortsätze des Pronotums (Halsschildes) dieser Insekten. Weltweit sind über 3.200 Arten aus über 400 Gattungen beschrieben. Angenommen wird die Existenz von bis zu 10.000 Arten.

## Beschreibung
Buckelzirpen sind relativ große Arten mit stark geneigtem Kopf. Sie weisen besonders bizarre Formen durch verschiedene, zum Teil sehr komplexe und ausladende Fortsätze des Halsschildes (Pronotum) auf, die teilweise den Körper an Größe übertreffen. Trotz dieser markanten Fortsätze bleibt die typische dachartige Flügelhaltung der Zikaden deutlich erkennbar.

## Lebensweise
Buckelzirpen leben auf verschiedenen Pflanzen und saugen am Phloem. Sie nutzen den stark zuckerhaltigen Pflanzensaft, wobei der überschüssige Zucker von den Tieren wieder ausgeschieden wird. Bei manchen Arten werden diese Ausscheidungen von Ameisen aufgenommen, mit denen die Zirpen vergesellschaftet sind.
Manche Arten sind auf bestimmte Wirtspflanzen spezialisiert, manche können schädlich sein.
Da die Nahrung keine essentiellen Aminosäuren enthält, benötigen die Zirpen endosymbiontische Bakterien, die in Bakteriomen im Abdomen zu finden sind. Diese sind erst bei wenigen Arten untersucht, dürften jedoch bei den meisten Zikaden verbreitet sein.

## Systematik
Die Buckelzirpen werden in 9 Unterfamilien, meist mit mehreren Tribus, aufgeteilt: Centronodinae, Centrotinae, Darninae, Endoiastinae, Heteronotinae, Membracinae, Nicomiinae, Smiliinae und Stegaspidinae. Von den Unterfamilien sind praktisch alle außer den Centrotinae auf die Neotropis beschränkt. Die große Unterfamilie der Centrotinae hat 6 Tribus in der Neuen und 17 Tribus in der Alten Welt. Die neotropische Büffelzikade, die zu den Smiliinae gehört ist in weiten Teilen der Palaearktis eingeschleppt.
In Europa leben fünf Arten in vier Gattungen aus zwei Unterfamilien: die in Mitteleuropa einschließlich Deutschland vorkommende Dornzikade (Centrotus cornutus), die Ginsterzikade (Gargara genistae) und die Büffelzikade (Stictocephala bisonia) sowie die ausschließlich im Mittelmeerraum beheimateten Oxyrhachis capeneri und Centrotus chloroticus.
Unterfamilien, Gattungen und Arten in Europa:
- Centrotinae Amyot & Serville, 1843
  - Centrotus Fabricius, 1803
    - Dornzikade (Centrotus cornutus (Linnaeus, 1758))
    - Centrotus chloroticus Fairmaire, 1851

  - Gargara Amyot & Serville, 1843
    - Ginsterzikade (Gargara genistae (Fabricius, 1775))

  - Oxyrhachis Germar, 1833
    - Oxyrhachis capeneri Izzard, 1953
- Smiliinae Stål, 1866
  - Stictocephala Stål, 1869
    - Büffelzikade (Stictocephala bisonia Kopp & Yonke, 1977) – Neozoon

Gattungen außerhalb von Europa (Auswahl), nach Unterfamilien sortiert:
- Centrotinae
  - Gargara
  - Hypsauchenia
  - Leptocentrus
- Darninae
  - Cymbomorpha
  - Hemikyptha
  - Hypheodana
  - Stictopelta
- Heteronotinae
  - Heteronotus
- Membracinae
  - Aconophora
  - Alchisme
  - Bolbonota
  - Campylenchia
  - Cladonota
  - Enchenopa
  - Enchophyllum
  - Hypsoprora
  - Membracis
  - Notocera
  - Phyllotropis
  - Potnia
  - Tritropidia
  - Tylopelta
  - Umbonia
  - Platycotis
- Nicomiinae
  - Tolania
- Smiliinae
  - Acutalis
  - Antonae
  - Ceresa
  - Chelyoidea
  - Cyphonia
  - Entylia
  - Micrutalis[7]
  - Spissistilus
  - Polyglypta
  - Tapinolobus
  - Vanduzea
- Stegaspindinae
  - Bocydium
  - Lycoderes
  - Lycoderides
  - Microcentrus
  - Stegaspis